# Secretaría de Cultura (México)
La Secretaría de Cultura es una de las veintiún secretarías de Estado que, junto con la Consejería Jurídica del Ejecutivo Federal y la Agencia de Transformación Digital y Telecomunicaciones, conforman el gabinete legal del presidente de México. Es el despacho del poder ejecutivo federal con funciones de ministerio de cultura y arte, encargado de diseñar, ejecutar y coordinar las políticas públicas en tales materias.
Sus facultades para ello incluyen, realizar los planes, programas y proyectos vinculados a la divulgación, expresión y apreciación de las bellas artes, la cultura y artes populares, así como la investigación histórica; operar el Instituto Nacional de Bellas Artes, el Instituto Nacional de Antropología e Historia y la red de medios de comunicación culturales (encabezados por el Canal 22); administrar los monumentos arqueológicos, históricos y artísticos que conforman el patrimonio cultural de la Nación; fomentar la producción de material en los medios de comunicación que estén destinados a la promoción de la cultura y las artes, y vigilar la conservación de los Patrimonios culturales e inmateriales de la Humanidad en México (los patrimonios naturales son responsabilidad de la Secretaría de Medio Ambiente y Recursos Naturales).
Se creó el 18 de diciembre del 2015, cuando entró en vigor el decreto del Congreso, a iniciativa del presidente Enrique Peña Nieto, evolucionando y magnificando los poderes del Consejo Nacional para la Cultura y las Artes (Conaculta). Asumió todas las atribuciones en materia de promoción y de difusión de la cultura y el arte, que anteriormente eran parte de la Secretaría de Educación Pública.

## Historia
Su precedente fue el Consejo Nacional para la Cultura y las Artes (Conaculta), creado por el presidente Carlos Salinas de Gortari en 1988 como un órgano administrativo desconcentrado de la Secretaría de Educación Pública (SEP).
Como parte de su tercer informe de gobierno, el presidente Enrique Peña Nieto anunció el 3 de septiembre del 2015 la creación de la Secretaría de Cultura. La iniciativa presidencial prosperó rápidamente en el Congreso de la Unión, cuyos integrantes la aprobaron el 16 de diciembre, fue promulgada ese mismo día, publicada en el Diario Oficial de la Federación el 17 de diciembre de 2015, y entró en vigor el 18 de diciembre.
Hasta ese momento, fue la SEP, fundada en 1921, la responsable de velar tanto por la educación como por la cultura de México. Asimismo, en 1939 y en 1946, respectivamente, se fundaron el Instituto Nacional de Antropología e Historia (INAH) y el Instituto Nacional de Bellas Artes (INBA), ambas instituciones descentralizadas de la SEP que fueron los primeros intentos para crear un organismo estatal dedicado a atender las cuestiones culturales del país. Ambos, entre muchas otras instancias, quedaron integrados a la Secretaría de Cultura.

## Titulares
| Titular | Titular                              | Periodo                                         | Presidente de México        |
| ------- | ------------------------------------ | ----------------------------------------------- | --------------------------- |
| 1.º     | Rafael Tovar y de Teresa (1954-2016) | 21 de diciembre de 2015-10 de diciembre de 2016 | Enrique Peña Nieto          |
| 2.º     | María Cristina García Cepeda (1946-) | 4 de enero de 2017-30 de noviembre de 2018      | Enrique Peña Nieto          |
| 3.º     | Alejandra Frausto Guerrero (1972-)   | 1 de diciembre de 2018-30 de septiembre de 2024 | Andrés Manuel López Obrador |
| 4.º     | Claudia Curiel de Icaza (1979-)      | Desde el 1 de octubre de 2024                   | Claudia Sheinbaum           |

## Organigrama
La estructura administrativa de la Secretaría de Cultura es la siguiente:
- Secretaria
  - Subsecretaría de Desarrollo Cultural
    - Dirección General del Centro Nacional de las Artes
    - Dirección General de la Fonoteca Nacional
    - Dirección General de Promoción y Festivales Culturales
    - Dirección General de Sitios y Monumentos del Patrimonio Cultural
    - Dirección General de Vinculación Cultural

  - Subsecretaría de Diversidad Cultural y Fomento a la Lectura
    - Dirección General de Culturas Populares, Indígenas y Urbanas[12]
    - Dirección General de Publicaciones
    - Dirección General de Bibliotecas

  - Oficialía Mayor
    - Unidad de Asuntos Jurídicos
    - Dirección General de Asuntos Internacionales
    - Dirección General de Comunicación Social
    - Dirección General de Administración
    - Dirección General de Tecnologías de la Información y Comunicaciones

### Órganos, organismos, empresas y fideicomisos
| Tipo                                          | Organismo                                                                        |
| --------------------------------------------- | -------------------------------------------------------------------------------- |
| Órganos administrativos desconcentrados       | Instituto Nacional de Antropología e Historia (INAH)                             |
| Órganos administrativos desconcentrados       | Instituto Nacional de Bellas Artes y Literatura (Inbal)                          |
| Órganos administrativos desconcentrados       | Radio Educación                                                                  |
| Órganos administrativos desconcentrados       | Instituto Nacional del Derecho de Autor (Indautor)                               |
| Órganos administrativos desconcentrados       | Instituto Nacional de Estudios Históricos de las Revoluciones de México (INEHRM) |
| Organismos descentralizados                   | Instituto Nacional de Lenguas Indígenas (Inali)                                  |
| Organismos descentralizados                   | Instituto Mexicano de Cinematografía (Imcine)                                    |
| Empresas de participación estatal mayoritaria | Centro de Capacitación Cinematográfica                                           |
| Empresas de participación estatal mayoritaria | Compañía Operadora del Centro Cultural y Turístico de Tijuana (Cecut)            |
| Empresas de participación estatal mayoritaria | Educal                                                                           |
| Empresas de participación estatal mayoritaria | Estudios Churubusco Azteca                                                       |
| Empresas de participación estatal mayoritaria | Televisión Metropolitana (Canal 22)                                              |
| Fideicomisos públicos                         | Fideicomiso para la Cineteca Nacional                                            |
| Fideicomisos públicos                         | Fondo Nacional para el Fomento de las Artesanías (Fonart)                        |

### Museos
- Museo Nacional de Culturas Populares
- Museo Nacional de los Ferrocarriles Mexicanos

#### Museos del Instituto Nacional de Bellas Artes
- Museo de Arte Carrillo Gil
- Museo de Arte Moderno de México
- Museo del Palacio de Bellas Artes
- Museo Estudio Diego Rivera
- Museo Mural Diego Rivera
- Museo Nacional de Arquitectura
- Museo Nacional de Arte
- Museo Nacional de la Estampa
- Museo Nacional de San Carlos
- Museo Tamayo Arte Contemporáneo

#### Museos del Instituto Nacional de Antropología e Historia
- Galería de Historia - Museo del Caracol
- Museo de El Carmen
- Museo Nacional de Antropología
- Museo Nacional de Historia
- Museo Nacional de las Culturas
- Museo Nacional de las Intervenciones
- Museo Nacional del Virreinato

#### Otros museos y centros
- centros comunitarios
- museos de sitio
- museos del Sistema de Información Cultural
- museos locales
- museos regionales

### Bibliotecas
- Biblioteca Vasconcelos
- Biblioteca de las Artes
- Biblioteca de México
- Red Nacional de Bibliotecas

### Publicaciones
- Colección de Periodismo Cultural
- Fondo Editorial Tierra Adentro
- Revista Luna Córnea

### Educación e investigación
- Academia de la Danza Mexicana
- Centro de Investigación Coreográfica
- Centro Nacional de Investigación, Documentación e Información de Artes Plásticas
- Centro Nacional de Investigación, Documentación e Información de la Danza «José Limón»
- Centro Nacional de Investigación, Documentación e Información Musical «Carlos Chávez»
- Centro Nacional de Investigación, Documentación e Información Teatral «Rodolfo Usigli»
- Centros de Educación Artística
- Conservatorio Nacional de Música
- Escuela de Antropología e Historia del Norte de México (EAHNM)
- Escuela de Artesanías
- Escuela de Conservación y Restauración de Occidente
- Escuela de Diseño
- Escuela de Laudería
- Escuela Nacional de Antropología e Historia (ENAH)
- Escuela Nacional de Arte Teatral
- Escuela Nacional de Conservación, Restauración y Museografía «Manuel Castillo Negrete»
- Escuela Nacional de Danza Clásica y Contemporánea
- Escuela Nacional de Danza Folklórica
- Escuela Nacional de Danza «Nellie y Gloria Campobello»
- Escuela Nacional de Pintura, Escultura y Grabado «La Esmeralda»
- Escuela Superior de Música y Danza de Monterrey
- Escuela Superior de Música
- Escuelas de Iniciación Artística

### Patrimonio
- Coordinación Nacional de Monumentos Históricos
- Coordinación Nacional de Conservación del Patrimonio Cultural
- Patrimonio Mundial INAH-UNESCO

### Otros
- Centro Cultural Helénico
- Centro de Cultura Digital Estela de Luz
- Centro de la Imagen
- Festival Internacional Cervantino
- Fondo Nacional para la Cultura y las Artes (Fonca)
- Programa Cultural Tierra Adentro
- Red Nacional para el Arte y la Restauración del Patrimonio en AIDO - REDART (Parque Tecnológico de Valencia)
- Sistema de Información Cultural